# Thrips palmi
Espèce
Thrips palmi (le thrips du palmier ou thrips du melon) est une espèce d'insectes thysanoptères de la famille des Thripidae, originaire du Sud-Est asiatique.
Cet insecte polyphage, qui attaque de nombreuses espèces de plantes, notamment dans les familles des Cucurbitaceae et des Solanaceae, est également le vecteur de nombreux phytovirus du genre des Tospovirus.
Cet insecte est répandu dans toutes les régions tropicales du globe, et parfois présent dans les cultures sous serre en régions tempérées. Après plusieurs infestations aux Pays-Bas, d'où il a été à chaque fois éradiqué, il est absent de l'Union européenne.
Thrips palmi fait partie des organismes nuisibles aux végétaux dont l'introduction est interdite dans l'Union européenne et est inscrit, à ce titre, à l'annexe 1 de la Directive 2000/29/CE du Conseil du 8 mai 2000.

## Dégâts
Les adultes et les nymphes se nourrissent en suçant le contenu cellulaire des feuilles, des tiges, des fleurs et de la surface des fruits, provoquant des cicatrices argentées et une chlorose des feuilles. Les plantes peuvent être déformées et tuées lors de fortes infestations.

## Synonymes
Selon IPPC (convention internationale pour la protection des végétaux) :
- Thrips clarus Moulton, 1928
- Thrips leucadophilus Priesner, 1936
- Thrips gossypicola Ramakrishna & Margabandhu, 1939
- Chloethrips aureus Ananthakrishnan & Jagadish, 1967
- Thrips gracilis Ananthakrishnan & Jagadish, 1968